# キクユ語
キクユ語（キクユご、英: Kikuyu）またはギクユ語（ギクユご、Gikuyu）、ゲコヨ語（ゲコヨご、Gĩkũyũ; 原語名: Gĩgĩkũyũ または Gĩĩgĩkũyũ [ɣèèɣèkójó]）はケニア周辺に住むキクユ族の言語で、大西洋・コンゴ諸語（Atlantic–Congo）の狭義のバントゥー諸語に属する。
ケニアのキアンブ（Kiambu）、ムランガ（Murang'a）、ニェリ（Nyeri）、メルー（Meru）の各カウンティの他ナクル（Nakuru）のナイヴァシャ湖（Naivasha）地域やナイロビでも話されている。ケニアの首都ナイロビは公用語の英語や共通語のスワヒリ語使用者も多いものの、もともとキクユ語使用地域の中に存在しており、ナイロビまたはその近郊出身者でキクユ語を中心に話すものも数多い。公用語ではないにもかかわらずラジオやテレビ、映画などのメディアにおいても広く使用されている。約600万人がケニア国内に居住し、国内では最大言語のひとつである。
正書法が確立されており（参照: #文字）、『カラスの妖術師』（2006年; キクユ語: Mũrogi wa Kagogo）のグギ・ワ・ジオンゴ（Ngũgĩ wa Thiong'o）などのようにキクユ語で文筆活動を行う作家も存在する。また辞書や文法書、様々な主題についての言語学的研究の著作といった文献が豊富であり、Barra (1960)、Njũrũri (1969)、Wanjohi (2001) など、キクユ語のことわざを集めた著作もいくつか出されている。
言語自体の特徴としては同一の名詞であっても前後の語の有無や種類などによって声調もしくはアクセントが変動する点（参照: #声調/アクセント）や、動詞の過去形についてつい先ほど・今日・昨日以前・おととい以前の区別が存在すること（参照: #動詞）、また他のバントゥー諸語同様クラスの概念が存在すること（参照: #クラス）などが挙げられる。

## 分類
キクユ語の分類は Lewis et al. (2015) と Hammarström et al. (2017) の両者において大西洋・コンゴ諸語、ボルタ・コンゴ諸語（Volta–Congo）、ベヌエ・コンゴ諸語（Benue–Congo）、バントイド諸語（Bantoid）、南バントイド諸語（Southern Bantoid）、狭義のバントゥー諸語（Narrow Bantu）までは共通している。両文献において共通して近い分類とされている他の言語はエンブ語（Embu; 別名: Kiembu）、ムウィンビ・ムザンビ語（Mwimbi-Muthambi）である。また、Lewis et al. (2015) ではキクユ語はエンブ語やムウィンビ・ムザンビ語の他ダイソ語（Dhaiso）やカンバ語（Kamba）、チュカ語（Chuka、Cuka）、ザラカ語（Tharaka）、メル語（Meru）と共にキクユ・カンバ諸語（Kikuyu-Kamba）という下位区分で括られている。キクユ・カンバ諸語と呼ばれる通り、メル語・キクユ語・カンバ語はこの順で方言連続体の関係にあり、なかでもキクユ語とカンバ語は相互に意思疎通がある程度可能である。しかし、カンバ語よりもキクユ語との相互理解性が更に高いとされるのはエンブ語、ムウィンビ・ムザンビ語、チュカ語、ザラカ語、メル語イメンティ方言（Imenti）およびティガニア方言（Tigania）などである。

## 方言
以下のような方言が存在する。
- 北ギクユ方言（英: Northern Gikuyu; 別名: ニェリ方言（Nyeri）、Norhern Murang'a）[1]
- 南ギクユ方言（英: Southern Gikuyu; 別名: キアンブ方言 (Kiambu)、Southern Murang'a）[1]
- ギチュグ方言（Gichugu; 別名: 北キリニャガ方言 (英: Northern Kirinyaga)[注 2]）[1]
- マジラ方言（Mathira; 別名: Karatina）[1]
- ンディア方言（Ndia; 別名: 南キリニャガ方言 (英: Southern Kirinyaga[注 2])）[1]
- クトゥス方言[要出典]

また、キアンブ方言には更にナイロビ方言（Nairobi）やリムル方言（Limuru）といった下位方言が存在する。バントゥー語研究者湯川恭敏による『言語学大辞典』の記述 (1988年) はキアンブ方言、湯川 (1981) はリムル方言、湯川 (1984, 1985) は主にナイロビ方言の調査によるものとなっている。
なお、クトゥス方言はギチュグ方言、ンディア方言とはかなり異なっている。

## 文字
文字は a、b、c、e、g、h、i、ĩ、k、m、mb、n、nd、ng、ng'、nj、ny、o、p、r、t、th、u、ũ、w、y の26文字である。
正書法に関しては1933年に一旦案が出されたものの、印刷される前の段階で激しい反対論が出されて1935年に取り下げられ、その後1946年にキクユ語グループ間で合意がなされたという経緯がある。

## 音韻論

### 分節音素

#### 子音
キクユ語の子音は以下の通りである。同じ欄のうち左側が IPA、右側が正書法による表記を指す。
|                       |                   |                          | 両唇音（bilabial） | 唇軟口蓋音（labiovelar） | 歯音（dental） | 歯茎音（alveolar） | 前部硬口蓋音（prepalatal） | 硬口蓋音（palatal） | 軟口蓋音（velar） | 声門音（glottal） |
| --------------------- | ----------------- | ------------------------ | ------------------ | ------------------------ | -------------- | ------------------ | -------------------------- | ------------------- | ----------------- | ----------------- |
| 破裂音（plosives）    | 無声（voiceless） |                          |                    |                          | t (t)          | t (t)              |                            |                     | k (k)             |                   |
| 破裂音（plosives）    | 無声（voiceless） | 前鼻音化（prenazalized） | mb (mb)            |                          |                |                    |                            |                     |                   |                   |
| 破裂音（plosives）    | 有声（voiced）    | 前鼻音化                 |                    |                          |                | nd (nd)            |                            |                     | ŋɡ (ng)           |                   |
| 摩擦音（fricatives）  | しばしば有声      | しばしば有声             |                    |                          |                |                    |                            |                     |                   | h (h)             |
| 摩擦音（fricatives）  | 有声              | 有声                     | β (b)              |                          | ð (th)         |                    |                            |                     | ɣ (g)             | h (h)             |
| 破擦音（affricates）  | 無声              | 無声                     |                    |                          |                |                    | t͡ɕ (c)                     |                     |                   |                   |
| 破擦音（affricates）  | 有声              | 前鼻音化                 |                    |                          |                |                    | nd͡ʑ (nj)                   |                     |                   |                   |
| 鼻音（nasals）        | 有声              |                          | m (m)              |                          |                | n (n)              |                            | ɲ (ny)              |                   |                   |
| 鼻音（nasals）        | 有声              | 前鼻音化                 |                    |                          |                |                    |                            |                     | ŋ (ng')           |                   |
| はじき音（flap）      | 有声              | 有声                     |                    |                          |                | ɾ (r)              |                            |                     |                   |                   |
| 半母音（semi-vowels） | 有声              | 有声                     |                    | w (w)                    |                |                    |                            | j (y)               |                   |                   |

子音前鼻音は極めて弱いものであり、文頭では全く聞き取れない場合がある。たとえば nderu〈口ひげ〉は最初の語となる場合 [dɛru] か [ndɛru] と発音される。ただし前に他の語がある場合は鼻音として現れるか、直前の母音の長母音化として現れ、たとえば nderu の前に nĩ〈…である〉が置かれた場合には [nendɛɾu] か [nendɛɾu]、もしくは [neːdeɾu] と発音されることとなる。

##### 子音調和
キクユ語には子音調和と呼びうる現象が存在する。これは c、k、th の母音で隔てられた直前の k が g として現れる現象である。
例:
- kũ-ratha〈射る、撃つ〉に対し、gũ-cookia〈返す〉、gũ-karanga〈炒める〉、gũ-thondeka〈作る〉[13]

c と k が無声音である一方、th は現代のキクユ語では有声音であるが、本来この音は無声音であったと見られ、子音調和は th が有声化する前から起こっていた現象であることが推察される。現に19世紀末のオーストリア出身の探検家ルートヴィヒ・フォン・ヘーネル（Ludwig von Höhnel）による旅行記では mũthamaki〈共同体内で影響力を有するスポークスマンのような役職〉が samaki として記されていたり、スワヒリ語の sabuni〈石鹸〉、swala〈ガゼル〉、kanisa〈教会〉、msalaba〈十字架〉や英語の hospital〈病院〉といった語の s がキクユ語の借用形においては thabuni|、thwara〈ガゼル含む複数種の羚羊〉、kanitha、mũtharaba、thibitarĩ というように th として現れている例がいくつも存在する。
ただ、語幹内であれば k が連続して現れる例も存在する（例: mũ-kekenye〈メギ科メギ属の低木ベルベリス・ホルスティー Berberis holstii〉）。

#### 母音
母音は以下の7種類で、それぞれに対応する長母音が存在する。同じ欄のうち左側が IPA、右側が正書法による表記を指す。
|      | 前舌  | 中舌 | 後舌  |
| ---- | ----- | ---- | ----- |
| 狭   | i (i) |      | u (u) |
| 半狭 | e (ĩ) |      | o (ũ) |
| 半広 | ɛ (e) |      | ɔ (o) |
| 広   |       | (a)  |       |

##### 母音連続
キクユ語においては、語形変化などによって形態素に含まれる母音同士が隣接する際に、特定の組み合わせとなる場合には母音に変化が生じる。具体的には以下のような事例が見られる。
1. a /a/ + ĩ /e/ = e /ɛ/
  - 例1: eetire /ɛɛtiɾɛ/[19]「彼は/彼女は今日呼んだ」（形態素: {a-}〔主語、クラス1〕+ {-ĩt-}〈呼ぶ〉+ {-ir-}〔完成相〕 + {-e}）
  - 例2: meerire /mɛɛɾiɾɛ/「彼（女）らは今日伝えた」[19]（形態素: {ma-}〔主語、クラス2〕+ {-ĩr-}〈伝える〉+ {-ir-}〔完成相〕 + {-e}）
  - 例3: makeera /makɛɛɾa/[19]「彼（女）らは伝えるはずだ」（形態素: {ma-}〔主語、クラス2〕+ {-kaa-}〔確定未来〕+ {-ĩr-}〈伝える〉+ {-a}）
2. a /a/ + ũ /o/ = o /ɔ/
  - 例1: ookaga /ɔɔkaɣa/[20]「彼は/彼女は来るものだ」（形態素: {a-}〔主語、クラス1〕+ {-ũk-}〈来る〉+ {-ag-}〔習慣相〕 + {-a}）
  - 例2: akooria /akɔɔɾia/[20]「彼は/彼女は尋ねるはずだ」（形態素: {a-}〔主語、クラス1〕+ {-kaa-}〔確定未来〕+ {-ũri-}〈尋ねる〉+ {-a}）
  - 例3: agooka /aɣɔɔka/[20]「彼は/彼女は来るはずだ」（形態素: {a-}〔主語、クラス1〕+ {-kaa-}[注 5]〔確定未来〕+ {-ũk-}〈来る〉+ {-a}）
3. a /a/ + u /u/ = oi /ɔi/
  - 例1: oimaga /ɔimaɣa/[21]「彼は/彼女は出るものだ」（形態素: {a-}〔主語、クラス1〕+ {-um-}〈出る〉+ {-ag-}〔習慣相〕 + {-a}）
  - 例2: akoiga /akɔiɣa/[21]「彼は/彼女は言うはずだ」（形態素: {a-}〔主語、クラス1〕+ {-kaa-}〔確定未来〕+ {-ug-}〈言う〉+ {-a}）
4. ũ /o/ + o /ɔ/ = uo /uɔ/
  - 例1: kuoya /kuɔja/[22]「拾うこと」（形態素: {kũ-} + {-oy-}〈拾う、持ち上げる〉+ {-a}）
  - 例2: kuonia /kuɔnia/「見せること」[22]（形態素: {kũ-} + {-oni-}〈見せる〉+ {-a}）
5. ũ /o/ + u /u/ = uu /uu/
  - 例1: kuuma /kuuma/「出ること」[22]（形態素: {kũ-} + {-um-}〈出る〉+ {-a}）
  - 例2: kuuga /kuuɣa/「言うこと」[22]（形態素: {kũ-} + {-ug-}〈言う〉+ {-a}）
  - 例3: tuugire /tuuɣiɾɛ/「私たちは今日言った」[22]（形態素: {tũ-}〔主語、一人称複数〕+ {-ug-}〈言う〉+ {-ir-}〔完成相〕 + {-e}）
  - 例4: uugire /uuɣiɾɛ/「あなたは今日言った」[22]（形態素: {ũ-}〔主語、二人称単数〕+ {-ug-}〈言う〉+ {-ir-}〔完成相〕 + {-e}）
  - 例5: muugire /muuɣiɾɛ/「あなたたちは今日言った」[22]（形態素: {mũ-}〔主語、二人称複数〕+ {-ug-}〈言う〉+ {-ir-}〔完成相〕 + {-e}）

### 超分節音素

#### 声調/アクセント
キクユ語のアクセントは高低アクセントで、高、低、昇の区別が見られる。
バントゥー語研究者の湯川恭敏はバントゥー諸語の名詞や動詞のアクセントに関する研究を行っているが、特にキクユ語の名詞については「そのあらわれる環境によって、あきれるばかりのアクセント変異を示」し、また名詞アクセントの複雑さを踏まえてキクユ語は「バントゥ諸語の中でも最も複雑で、かつ、最も解明しにくい言語である」とさえ述べている。湯川 (1981, 1985) ではキクユ語キアンブ方言の名詞のアクセントをいくつかの型に分類しているが、たとえばナイロビ方言において Gĩgĩkũyũ〈キクユ語〉は前後に一切他の語がない孤立形では [ɣèèɣèkójó] であるが、nĩ〈…である〉が前にある場合には [né ɣééɣèkójó]、ti〈…ではない〉が前にある場合には [tí ɣééɣékòjò] となるとしている。このように同一の名詞が前後における他の語の有無や、前後に別の語が有る場合にその種類が何であるかという文脈的環境によってアクセントが様々に変動する特徴は、キクユ語と比較的近い関係にあるカンバ語には見られない。

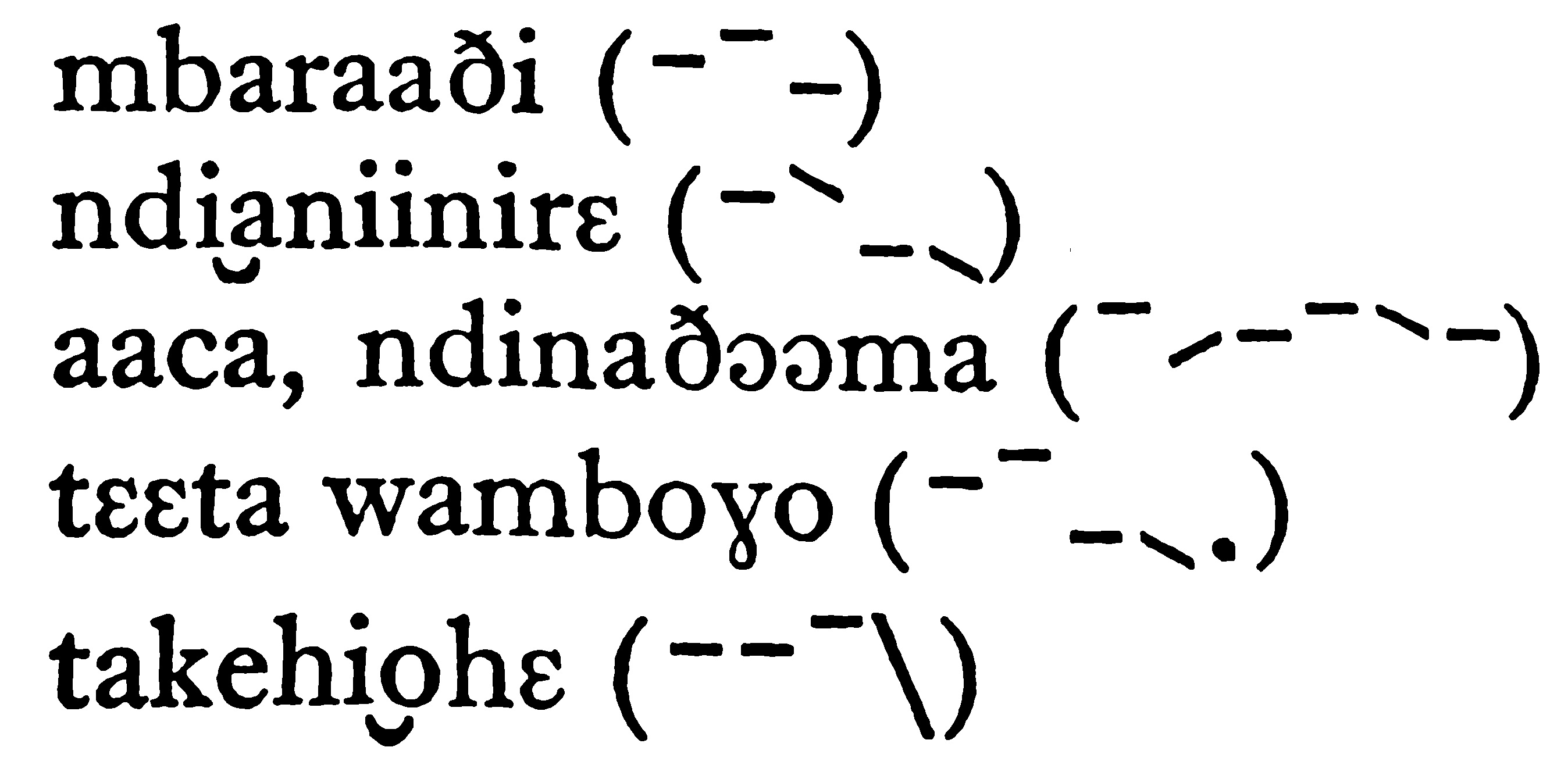
Armstrong (1940) によるキクユ語の語と、その声調の表し方。最上段の語は〈馬〉で、正書法では「mbarathi」と綴られる。

Armstrong (1940) や Harries (1952)、Benson (1964)、Ford (1975)、Clements & Ford (1979)、Clements (1984) はこの現象については声調（英: tone）に関する問題として扱っている。まず Armstrong (1940) は、1935年から37年にかけてロンドン大学の音声学部に雇用されていた後のケニア初代大統領であるジョモ・ケニヤッタをインフォーマントとして、キクユ語が同じ語であっても文法的な文脈により様々な声調パターンを持つことを示し、名詞に関しては一部をmoondoクラス、moteクラス、ŋgokoクラス、mboriクラス、njataクラス、ɲamoクラス、ðiimboクラスの7クラスに分類している。この研究において語の声調は右の画像のように平らな声調や上昇調、下降調がいくつかの段階を持つような形で表されている。キクユ語辞書である Benson (1964) はやはり語の声調を数段階ある平らな声調や上昇調、下降調によって表しているが、名詞の声調クラスの分類は語幹の音節数ごとに数が異なり、1音節語幹語は4クラス、2音節語幹語は12クラス、3音節語幹語は16クラス、4音節語幹語は18クラス、5音節語幹語は8クラスにまで分けられている。Clements (1984) は再建されたバントゥー祖語の声調クラスにちなむLLクラス、LHクラス、HLクラス、HHクラス、およびキクユ語において新たに生じたLHLクラスとHLHLクラスの計6種類の存在について触れているが、キクユ語の2音節語幹名詞の大半はこの6つのクラスのいずれかに属するものであると述べている。Clements (1984:334) はまた、自身のものも含めたこれまでの研究等における名詞の声調クラスの分類の対応関係を以下のようにまとめている。
| Clements (1984) | Armstrong (1940)              | Benson (1964)                                 | Clements (1984) による語例                                                                  |
| --------------- | ----------------------------- | --------------------------------------------- | ------------------------------------------------------------------------------------------- |
| LLクラス        | moondoクラス                  | クラス1のうち、語幹が2音節のもの              | kĩmũrĩ〈松明〉、kĩbaata〈踊りの一種〉、Mũrĩmi〈ムリミ（男性名）〉                           |
| LHクラス        | moteクラス                    | クラス2のうち、語幹が2音節のもの              | mũgate〈パン〉、kĩrũũmi〈チーター〉、Ngũgĩ〈グギ（男性名）〉                                |
| HLクラス        | mboriクラス                   | クラス3のうち、語幹が2音節のもの              | mũgeka〈敷物〉、mũrata〈友〉、Kamau〈カマウ（男性名）〉、mwana〈子〉                        |
| HHクラス        | ŋgokoクラス                   | クラス4のうち、語幹が2音節のもの              | magoko〈樹皮（複数）〉、mũthĩgi〈年長者の杖〉、Wambũgũ〈ワンブグ（男性名）〉、maitũ〈お袋〉 |
| LHLクラス       | ɲamoクラス                    | クラス6のうち、語幹が2音節のもの              | kanyamũ〈虫などの小さい生物〉、Kariũki〈カリウキ（男性名）〉                                |
| HLHLクラス      | njataクラスおよびðiimboクラス | クラス7およびクラス8のうち、語幹が2音節のもの | karani〈書記〉、matũũra〈村々〉                                                             |

一方 Ford (1975) は名詞の声調パターンが文脈により変動する現象には、高声調と低声調の組み合わせによる基底形（英: underlying (tonal) forms）の存在が体系的に関与していると唱え、またキクユ語には特定の文脈において基底形の高声調が実際には低声調として現れる「平板化」（英: flattening）が起こる名詞と起こらない名詞の2種類が存在することや、ダウンステップの現象も見られるとしている。Clements & Ford (1979) は更に、基底形の最後の音節の直後にダウンステップを起こす浮遊音調が存在する語と存在しない語があり、前者においては「平板化」が起こらず、後者においては「平板化」が起こるとしている。たとえば ngũngũni /ŋɡoŋɡoni/〈トコジラミ〉という語は孤立形、nĩ を前に置いて〈トコジラミである〉と言う場合、ti を前に置いて〈トコジラミではない〉と言う場合、以上3つの場合全てで「高低高」という声調パターンとなるが、Clements & Ford (1979:196) では ŋgóŋgōníꜝ、つまり「高低高 ꜝ」と表されている。一方、mũtĩ /mote/〈木〉のように孤立形が「低低」、前に nĩ を置いて〈木である〉と言う場合に「高昇」、前に ti を置いて〈木ではない〉と言う場合に「高低」となる語は Clements & Ford (1979:187) では mōte᷄、つまり「低昇」のように浮遊音調が見られないものとして分析されている。

## 文法
接頭辞がふんだんに用いられる。他のバントゥー諸語と同様に名詞の接頭辞として現れるクラスが存在するが、クラスはその名詞が含まれる名詞句やその名詞が主語となる節中の他の要素にも影響を与えうる。

### 形態論
Dryer (2013) は屈折形態論における接頭辞と接尾辞という観点から世界中の言語を分析しているが、キクユ語については Barlow (1960:passim) を根拠として「接頭辞が用いられる傾向が強い」（英: strong prefixing）としている。

#### クラス
クラスの体系について、Benson (1964:x) の分類は以下のようなものとなっている。スラッシュで隔てられているものは、左側が単数、右側が複数を表す。左から名詞の接頭辞としての形、形容詞の接頭辞としての形、指示代名詞を作る際に用いられる形である。
| グループ | クラス   | 接頭辞        | 接頭辞        | 接頭辞        | 名詞の語例                                    |
| グループ | クラス   | 名詞          | 形容詞        | 代名詞        | 名詞の語例                                    |
| -------- | -------- | ------------- | ------------- | ------------- | --------------------------------------------- |
| I        | 1 / 2    | mũ- / a-      | mũ- / a-      | ũ- / a-       | mũka, aka〈女房〉、mũndũ, andũ〈人〉          |
| II       | 3 / 4    | mũ- / mĩ-     | mũ- / mĩ-     | ũ- / ĩ-       | mweri, mĩeri〈月〉、mũtwe, mĩtwe〈頭〉        |
| III      | 5 / 6    | rĩ-, i- / ma- | rĩ-, i- / ma- | rĩ- / ma-     | ihiga, mahiga〈石〉、riitho, maitho〈目〉     |
| IV       | 7 / 8    | kĩ- / i-, ci- | kĩ- / n-      | kĩ- / i-, ci- | kĩhaato, ihaato〈箒〉、kĩongo, ciongo〈頭蓋〉 |
| V        | 9 / 10   | n- / n-       | n- / n-       | ĩ- / i-, ci-  | mbũri, mbũri〈ヤギ〉、njata, njata〈星〉      |
| VI       | 11 / 10  | rũ- / n-      | rũ- / n-      | rũ- / i-, ci- | rũhiũ, hiũ〈刃物〉                            |
| VII      | 12 / 13  | ka- / tũ-     | ka- / tũ-     | ka- / tũ-     | kahiũ, tũhiũ〈ナイフ〉、kanua, tũnua〈口〉    |
| VIII     | 14 / 6   | ũ- / ma-      | mũ- / ma-     | ũ- / ma-      | ũndũ, maũndũ〈事〉                            |
| XI       | 15 / 6   | kũ- / ma-     | kũ- / ma-     | kũ- / ma-     | kũgũrũ, magũrũ〈脚〉、gũtũ, matũ〈耳〉        |
| XI       | 15a      | kũ-           | kũ-           | kũ-           | gũthiĩ〈行くこと〉                            |
| X        | 16 / 15b | ha- / kũ-     | ha- / kũ-     | ha- / kũ-     | handũ, kũndũ〈場所〉                          |

ただし、クラスに割り当てる数字については研究者の間で統一されている訳ではなく、湯川 (1981:76; 1985:191) は「ここ限りのもの」あるいは「便宜的なもの」であると断りつつ上表のベンソンによるグループの順に単数形をクラスI-Xとして並べた後に複数形をクラスXI-XVIとする配列を行っている。
クラスは本来は意味上の違いを反映して形成されたものであり、たとえば Benson (1964:ix) は ka- / tũ- の組を指小辞（英: diminutives）、kĩ- / i-, ci- の組を拡大辞（英: augmentatives）、ũ- / ma- の組を抽象化辞（英: abstracts）として扱っている。
また、単数形もしくは単複両方でクラス接頭辞が見られない語（例: guuka, aaguuka〈祖父〉［Benson (1964) の分類ではクラス1 / 2］、hiti, hiti〈ハイエナ〉［同クラス9 / 10］、thumu〈毒〉［同クラス14］）や、複数のみしか存在しない語（例: maguta〈油〉［同クラス6］）も存在する。

#### 代名詞

##### 独立人称代名詞
独立人称代名詞は以下の通りである。
|        | 単数             | 複数                      |
| ------ | ---------------- | ------------------------- |
| 一人称 | niĩ〈私〉        | ithui〈私たち〉           |
| 二人称 | we〈あなた、君〉 | inyuĩ〈あなた方、君たち〉 |
| 三人称 | wee〈彼（女）〉  | oo〈彼（女）ら〉          |

この他に、次に見られるような各独立人称代名詞に対応する〈…の〉にあたる表現や指示代名詞も存在する。

##### 〈誰々の〉にあたる表現
まず〈誰々の〉にあたる表現は一人称複数を除き〈…の〉の意味を持つ小辞（参照: #文法的呼応）に -kũa（一人称単数）、-ku（二人称単数）、-ke（三人称単数）、-nyu（二人称複数）、-o（三人称複数）を付加という作り方をするが、一人称単数・二人称単数・三人称単数は k が含まれているため〈…の〉の小辞に含まれる k は g に変化する（参照: #子音調和）。一人称複数形も含めた一覧は以下の通りである。
|              | 一人称単数 私の | 一人称単数 私の | 二人称単数 あなたの | 二人称単数 あなたの | 三人称単数 彼（女）の | 三人称単数 彼（女）の | 一人称複数 私たちの | 一人称複数 私たちの | 二人称複数 あなたたちの | 二人称複数 あなたたちの | 三人称複数 彼（女）らの | 三人称複数 彼（女）らの |
| 単数         | 複数            | 単数            | 複数                | 単数                | 複数                  | 単数                  | 複数                | 単数                | 複数                    | 単数                    | 複数                    |                         |
| ------------ | --------------- | --------------- | ------------------- | ------------------- | --------------------- | --------------------- | ------------------- | ------------------- | ----------------------- | ----------------------- | ----------------------- | ----------------------- |
| グループI    | waakũa          | aakũa           | waaku               | aaku                | waake                 | aake                  | wiitũ               | aitũ                | waanyu                  | aanyu                   | waao                    | aao                     |
| グループII   | waakũa          | yaakũa          | waaku               | yaaku               | waake                 | yaake                 | wiitũ               | iitũ                | waanyu                  | yaanyu                  | waao                    | yaao                    |
| グループIII  | rĩakũa          | makũa           | rĩaku               | maku                | rĩake                 | make                  | riitũ               | maitũ               | rĩanyu                  | manyu                   | rĩao                    | mao                     |
| グループIV   | gĩakũa          | ciakũa          | gĩaku               | ciaku               | gĩake                 | ciake                 | gĩĩtũ               | ciitũ               | kĩanyu                  | cianyu                  | kĩao                    | ciao                    |
| グループV    | yaakũa          | ciakũa          | yaaku               | ciaku               | yaake                 | ciake                 | iitũ                | ciitũ               | yaanyu                  | cianyu                  | yaao                    | ciao                    |
| グループVI   | rũakũa          | ciakũa          | rũaku               | ciaku               | rũake                 | ciake                 | rũitũ               | ciitũ               | rũanyu                  | cianyu                  | rũao                    | ciao                    |
| グループVII  | gaakũa          | tũakũa          | gaaku               | tũaku               | gaake                 | tũake                 | gaitũ               | tũitũ               | kaanyu                  | tũanyu                  | kaao                    | tũao                    |
| グループVIII | waakũa          | makũa           | waaku               | maku                | waake                 | make                  | wiitũ               | maitũ               | waanyu                  | manyu                   | waao                    | mao                     |
| グループIX   | gũakũa          | makũa           | gũaku               | maku                | gũake                 | make                  | gũitũ               | maitũ               | kũanyu                  | manyu                   | kũao                    | mao                     |
| グループX    | haakũa          |                 | haaku               |                     | haake                 |                       | haitũ               |                     | haanyu                  |                         | haao                    |                         |

例:
- rĩĩtwa rĩakwa〈私の名前〉
- itimũ riitũ[23]〈私たちの槍（1本）〉
- mbũri yakwa〈私のヤギ（1頭）〉: mbũri ciakwa〈私のヤギたち〉

##### 指示代名詞
指示代名詞（指示形容詞）は日本語の〈これ（この）〉、〈それ（その）〉、〈あれ（あの）〉にあたる3種類で、以下の通りである。
|              | これ（この） | これ（この） | それ（その） | それ（その） | あれ（あの） | あれ（あの） |
| 単数         | 複数         | 単数         | 複数         | 単数         | 複数         |              |
| ------------ | ------------ | ------------ | ------------ | ------------ | ------------ | ------------ |
| グループI    | ũyũ          | aya          | ũcio         | acio         | ũrĩa         | arĩa         |
| グループII   | ũyũ          | ĩno          | ũcio         | ĩyo          | ũrĩa         | ĩrĩa         |
| グループIII  | rĩĩrĩ        | maya         | rĩu          | macio        | rĩĩrĩa       | maarĩa       |
| グループIV   | gĩĩkĩ        | ici          | kĩu          | icio         | kĩĩrĩa       | iria         |
| グループV    | ĩno          | ici          | ĩyo          | icio         | ĩrĩa         | iria         |
| グループVI   | rũũrũ        | ici          | rũu          | icio         | rũũrĩa       | iria         |
| グループVII  | gaaka        | tũũtũ        | kau          | tũu          | kaarĩa       | tũũrĩa       |
| グループVIII | ũyũ          | maya         | ũcio         | macio        | ũrĩa         | maarĩa       |
| グループIX   | gũũkũ        | maya         | kũu          | macio        | kũũrĩa       | maarĩa       |
| グループX    | haaha        |              | hau          |              | haarĩa       |              |

#### 動詞
キクユ語において、文を作る際に主語と目的語は必ずしも必要ではないが、述語は必須である。
動詞のうち直説法の活用には -ire、-a、-aga〈習慣、継続、反復〉、-ĩĩte（語幹末母音が e か o の場合は -eete）〈完了〉が用いられるが、少なくともキアンブ方言においては、肯定形で -ire や -a を用いる活用の過去は「遠過去」、「近過去」、「今日の過去」、「たった今の過去」の4段階に区別される。このうち「遠過去」はおととい以前、「近過去」は昨日以前に行われた動作であることを表す。ただし語尾が -a となる否定形では「近過去」、「今日の過去」、「たった今の過去」の3種類は全て「近い過去」として括られる。他にキクユ語同様に過去時制に複数の段階の区別が見られるバントゥー諸語の言語はウガンダで話されている（ル）ガンダ語（Luganda）、タンザニアで話されているムウェラ語（Mwera; ISO 639-3: mwe）、アンゴラやザンビアで話されているルヴァレ語（Luvale）、レソトや南アフリカ共和国で話されているソト語（Sesotho）やズールー語（Zulu）の少なくとも5言語であるが、一方で同じバントゥー語であってもキクユ語と同じケニア国内やタンザニアにおいて話されているスワヒリ語には過去時制自体は存在するものの、キクユ語などのように区別が細分化されている訳ではない。
こうした時制や相などの区別は用いられる接辞の種類や組み合わせの違いにより表されるが、その活用の一覧を語尾ごとに分類すると以下の表のようになる。なお例に用いる人称はクラス2（Benson 1964:x、参照: #クラス）の三人称複数、動詞は rora〈見る〉とする。

##### -ire を用いる活用形
|      |      |        | nĩ- （#焦点で詳述） | 主格接辞 | -ti- | -a(a)- | -a- | -raa- | 対格接辞 | 語幹 | -ire | 例                                                  |
| ---- | ---- | ------ | ------------------- | -------- | ---- | ------ | --- | ----- | -------- | ---- | ---- | --------------------------------------------------- |
| 過去 | 肯定 | 遠     | 任意                | ○        | ×    | ○      | ×   | ×     | 任意     | 必須 | -ire | nĩmaarorire〈彼らは（おととい以前に）見た〉         |
| 過去 | 肯定 | 近     | 任意                | ○        | ×    | ×      | ×   | ○     | 任意     | 必須 | -ire | nĩmaraarorire〈彼らは（昨日以前に）見た〉           |
| 過去 | 肯定 | 今日の | 任意                | ○        | ×    | ×      | ×   | ×     | 任意     | 必須 | -ire | nĩmarorire〈彼らは（今日）見た〉                    |
| 過去 | 否定 | 遠     | ×                   | ○        | ○    | ×      | ○   | ×     | 任意     | 必須 | -ire | matiarorire〈彼らは（おととい以前には）見ていない〉 |

##### -a を用いる活用形
|      |              |              | nĩ-  | 主格接辞 | 主格接辞(?) （#主格接辞で詳述） | -ti- | -i- | -kũ- | -a(a)- | -raa- | -na- | -kaa- | -rĩĩ- | -kĩ- | 対格接辞 | 語幹 | -a | 例                                                          |
| ---- | ------------ | ------------ | ---- | -------- | ------------------------------- | ---- | --- | ---- | ------ | ----- | ---- | ----- | ----- | ---- | -------- | ---- | -- | ----------------------------------------------------------- |
| 不定 | 肯定         | 肯定         | ×    | ×        | ×                               | ×    | ×   | ○    | ×      | ×     | ×    | ×     | ×     | ×    | 任意     | 必須 | -a | kũrora〈見る（こと）〉                                      |
| 不定 | 否定         | 否定         | ×    | ×        | ×                               | ○    | ×   | ○    | ×      | ×     | ×    | ×     | ×     | ×    | 任意     | 必須 | -a | tikũrora〈見ない（こと）〉                                  |
| 過去 | 肯定         | たった今の   | 任意 | ○        | ×                               | ×    | ×   | ×    | ○      | ×     | ×    | ×     | ×     | ×    | 任意     | 必須 | -a | nĩmaarora〈彼らは〈つい先ほど〉見た〉                       |
| 過去 | 肯定         | 物語         | ×    | ○        | ×                               | ×    | ×   | ×    | ×      | ×     | ×    | ×     | ×     | ○    | 任意     | 必須 | -a | makĩrora〈彼らは見たのであった〉                            |
| 過去 | 近い過去否定 | 近い過去否定 | ×    | ○        | ×                               | ○    | ○   | ×    | ×      | ×     | ○    | ×     | ×     | ×    | 任意     | 必須 | -a | matiinarora〈彼らは（昨日も今日もつい先ほども）見ていない〉 |
| 現在 | 進行         | 肯定         | 任意 | ○        | ×                               | ×    | ×   | ×    | ×      | ○     | ×    | ×     | ×     | ×    | 任意     | 必須 | -a | nĩmaraarora〈彼らは（今）見ている〉                         |
| 現在 | 進行         | 否定         | ×    | ○        | ×                               | ○    | ×   | ×    | ×      | ○     | ×    | ×     | ×     | ×    | 任意     | 必須 | -a | matiraarora〈彼らは（今）見ていない〉                       |
| 未来 | 肯定         | 今日の       | 任意 | ×        | ○                               | ×    | ×   | ○    | ×      | ×     | ×    | ×     | ×     | ×    | 任意     | 必須 | -a | nĩmeekũrora〈彼らは（今日）見る〉                           |
| 未来 | 肯定         | 確定         | 任意 | ○        | ×                               | ×    | ×   | ×    | ×      | ×     | ×    | ○     | ×     | ×    | 任意     | 必須 | -a | nĩmakaarora〈彼らは見ることとなる〉                         |
| 未来 | 肯定         | 不確定       | 任意 | ○        | ×                               | ×    | ×   | ×    | ×      | ×     | ×    | ×     | ○     | ×    | 任意     | 必須 | -a | nĩmarĩĩrora〈彼らは見るかもしれない〉                       |
| 未来 | 否定         | 今日の       | ×    | ○        | ×                               | ○    | ○   | ○    | ×      | ×     | ×    | ×     | ×     | ×    | 任意     | 必須 | -a | matiikũrora〈彼らは（今日は）見ない〉                       |
| 未来 | 否定         | 確定         | ×    | ○        | ×                               | ○    | ×   | ×    | ×      | ×     | ×    | ○     | ×     | ×    | 任意     | 必須 | -a | matikaarora〈彼らは見ることとはならない〉                   |
| 未来 | 否定         | 不確定       | ×    | ○        | ×                               | ○    | ×   | ×    | ×      | ×     | ×    | ×     | ○     | ×    | 任意     | 必須 | -a | matirĩĩrora〈彼らは見ないかもしれない〉                     |
| 未来 | 否定         | 未来否定     | ×    | ○        | ×                               | ○    | ○   | ×    | ×      | ×     | ×    | ×     | ×     | ×    | 任意     | 必須 | -a | matiirora                                                   |

##### -aga を用いる活用形
以下に示す形は現在習慣形と現在習慣否定形を除いて全て「…進行（否定）形」という呼称である。
|      |                | nĩ-  | 主格接辞 | 主格接辞(?) （#主格接辞で詳述） | -ti- | -i- | -kũ- | -a(a)- | -a- | -raa- | -kaa- | -rĩĩ- | 対格接辞 | 語幹 | -aga | 例                                                            |
| ---- | -------------- | ---- | -------- | ------------------------------- | ---- | --- | ---- | ------ | --- | ----- | ----- | ----- | -------- | ---- | ---- | ------------------------------------------------------------- |
| 肯定 | 遠過去進行     | 任意 | ○        | ×                               | ×    | ×   | ×    | ○      | ×   | ×     | ×     | ×     | 任意     | 必須 | -aga | nĩmaaroraga〈彼らは（おととい以前に）見ているところであった〉 |
| 肯定 | 近過去進行     | 任意 | ○        | ×                               | ×    | ×   | ×    | ×      | ×   | ○     | ×     | ×     | 任意     | 必須 | -aga | nĩmaraaroraga〈彼らは（昨日以前に）見ているところであった〉   |
| 肯定 | 今日の進行     | 任意 | ×        | ○                               | ×    | ×   | ○    | ×      | ×   | ×     | ×     | ×     | 任意     | 必須 | -aga | nĩmeekũroraga〈彼らは（今日）見ていたところである〉           |
| 肯定 | 確定未来進行   | 任意 | ○        | ×                               | ×    | ×   | ×    | ×      | ×   | ×     | ○     | ×     | 任意     | 必須 | -aga | nĩmakaaroraga〈彼らは見ていることになる（はずである）〉       |
| 肯定 | 不確定未来進行 | 任意 | ○        | ×                               | ×    | ×   | ×    | ×      | ×   | ×     | ×     | ○     | 任意     | 必須 | -aga | nĩmarĩĩroraga〈彼らは見ていることになっているかもしれない〉   |
| 肯定 | 現在習慣       | 任意 | ○        | ×                               | ×    | ×   | ×    | ×      | ×   | ×     | ×     | ×     | 任意     | 必須 | -aga | nĩmaroraga〈彼らは見ているものである〉                        |
| 否定 | 遠過去進行     | ×    | ○        | ×                               | ○    | ×   | ×    | ×      | ○   | ×     | ×     | ×     | 任意     | 必須 | -aga | matiaroraga                                                   |
| 否定 | 近過去進行     | ×    | ○        | ×                               | ○    | ×   | ×    | ×      | ×   | ○     | ×     | ×     | 任意     | 必須 | -aga | matiraaroraga                                                 |
| 否定 | 今日の進行     | ×    | ○        | ×                               | ○    | ○   | ○    | ×      | ×   | ×     | ×     | ×     | 任意     | 必須 | -aga | matiikũroraga                                                 |
| 否定 | 確定未来進行   | ×    | ○        | ×                               | ○    | ×   | ×    | ×      | ×   | ×     | ○     | ×     | 任意     | 必須 | -aga | matikaaroraga                                                 |
| 否定 | 不確定未来進行 | ×    | ○        | ×                               | ○    | ×   | ×    | ×      | ×   | ×     | ×     | ○     | 任意     | 必須 | -aga | matirĩĩroraga                                                 |
| 否定 | 現在習慣       | ×    | ○        | ×                               | ○    | ×   | ×    | ×      | ×   | ×     | ×     | ×     | 任意     | 必須 | -aga | matiroraga                                                    |

なお「遠過去進行」、「近過去進行」、「今日の進行」、「確定未来進行」、「不確定未来進行」の5つの肯定形は先頭の nĩ- をとって noo を置けば、動作の以前からの継続を表すことが可能である。
- 例: noo maaroraga〈彼らは（おととい以前から）なおも見ていた〉

##### -ĩĩte/-eete を用いる活用形
現在完了形（例: nĩ-ma-ror-eete〈彼らは（もう）見ている〉）やその否定形（例: ma-ti-ror-eete〈彼らは（まだ）見ていない〉）などの形が存在する。なお kũmena〈嫌う〉などのように動詞語幹に -n- が含まれる場合や行為の相互性を表す接尾辞 -na が動詞に付加されている場合は、-ĩĩte の代わりに -ine が用いられることがある（例: nĩtũmenaine nao〈私たちは彼らといがみ合っている〉）。

##### -e を用いる活用形
二人称の主格接辞 + -ka- + 動詞語幹 + -e で禁止を表すことができる。
- 例: Ndũkamenyithie wa itara.〈火棚（≒ 家の内情）のことは知らせるな〉（← menyithia〈知らせる〉）

##### 主格接辞
動詞の主語を表す主格接辞は以下の通りで、「遠過去形」や「たった今の過去形」の -(a)a- の前では他の接辞が続く場合とは異なる形態をとるものが存在する。三人称は主語となる名詞のクラスに対応するよう接辞が使い分けられる。クラスのグループは Benson (1964) のものによる（参照: #クラス）。
|             |              | 単数         | 単数         | 複数 | 複数 |
| -(a)a- の前 | それ以外     | -(a)a- の前  | それ以外     |      |      |
| ----------- | ------------ | ------------ | ------------ | ---- | ---- |
| 一人称      | 一人称       | -ndĩ- か -n- | -ndĩ- か -n- | -tũ- | -tũ- |
| 二人称      | 二人称       | -w-          | -ũ-          | -mũ- | -mũ- |
| 三人称      | グループI    | なし         | -a-          | -ma- | -ma- |
| 三人称      | グループII   | -w-          | -ũ-          | -y-  | -ĩ-  |
| 三人称      | グループIII  | -rĩ-         | -rĩ-         | -ma- | -ma- |
| 三人称      | グループIV   | -kĩ-         | -kĩ-         | -ci- | -i-  |
| 三人称      | グループV    | -y-          | -ĩ-          | -ci- | -i-  |
| 三人称      | グループVI   | -rũ-         | -rũ-         | -ci- | -i-  |
| 三人称      | グループVII  | -ka-         | -ka-         | -tũ- | -tũ- |
| 三人称      | グループVIII | -w-          | -ũ-          | -ma- | -ma- |
| 三人称      | グループIX   | -kũ-         | -kũ-         | -ma- | -ma- |
| 三人称      | グループX    | -ha-         | -ha-         |      |      |

また、「今日の未来」形などに用いられる主格接辞と類似した接辞の三人称形は以下の通りである。
|        |              | 単数  | 複数  |
| ------ | ------------ | ----- | ----- |
| 三人称 | グループI    | -e-   | -mee- |
| 三人称 | グループII   | -ũ-   | -ĩ-   |
| 三人称 | グループIII  | -rĩĩ- | -mee- |
| 三人称 | グループIV   | -gĩĩ- | -i-   |
| 三人称 | グループV    | -ĩ-   | -cii- |
| 三人称 | グループVI   | -rũũ- | -cii- |
| 三人称 | グループVII  | -gee- | -tũũ- |
| 三人称 | グループVIII | -ũ-   | -mee- |
| 三人称 | グループIX   | -gũũ- | -mee- |
| 三人称 | グループX    | -hee- |       |

###### 動詞の否定形
動詞の否定形を作る場合、既に上の活用形の表で見たように、主格接辞の直後に否定要素 -ti-、その他の接辞、語幹とつなげるのが基本ではあるが、動詞のクラスによっては「主格接辞+ -ti-」の部分が「nd- + 主格接辞に含まれる母音」の形式で表現されるものも存在する。「主格接辞+否定要素」の部分のうち、三人称のものは以下の通りである。
|        |              | 単数  | 複数  |
| ------ | ------------ | ----- | ----- |
| 三人称 | グループI    | nda-  | mati- |
| 三人称 | グループII   | ndũ-  | ndĩ-  |
| 三人称 | グループIII  | rĩti- | mati- |
| 三人称 | グループIV   | gĩti- | iti-  |
| 三人称 | グループV    | ndĩ-  | iti-  |
| 三人称 | グループVI   | rũti- | iti-  |
| 三人称 | グループVII  | gati- | tũti- |
| 三人称 | グループVIII | ndũ-  | mati- |
| 三人称 | グループIX   | gũti- | mati- |
| 三人称 | グループX    | hati- |       |

例:
- 〔クラス1〕Mũtongi ndathethũkaga. - 豊かになる者は焦らないものである。
- 〔クラス6〕Maaĩ ma mũndũ matimũhĩtũkaga. - 人の水はその人を通り過ぎないものである。
- 〔クラス7〕Kĩara kĩmwe gĩtiũragaga ndaa. - 指一本はシラミを殺さないものである。
- 〔クラス8〕Irio hĩu itiumaga mbũri. - 火を通した食べ物はヤギを出さないものである。
- 〔クラス9〕Thũ ndĩagaga mwenji. - 敵は剃髪人を欠かさないものである。
- 〔クラス11〕Rũtungu rũmwe rũtiraragia mwaki. - 丸太一本は火に夜を過ごさせないものである。
- 〔クラス12〕Kaara kamwe gatiũragaga ndaa. - 小さな指一本はシラミを殺さないものである。
- 〔クラス14〕Thĩna ndũtigaga handũ ũramenyera. - 苦難は慣れている場所を去らないものである。

##### 対格接辞
動詞には目的語となる名詞のクラスを表す対格接辞が付加される場合もあるが、その形は大半が主格接辞と同様で、異なるのは二人称単数が -kũ-、三人称単数のクラス1が -mũ-、クラス4と9が -mĩ- であり、また再帰接辞 -ĩ- が存在するという点である。

##### 派生語尾
また、これまでに挙げた活用形のほか、動詞語幹に -ũo（母音の直後では -o）をつければ〈…される〉という意味の受身動詞、-ĩr（e や o の後では -er）をつければ〈…のため、…に代わり、…に向かって〉という意味の適用動詞を作ることが可能である。
例:
- kũrũmwo〈噛まれる〉(< kũrũma〈噛む〉)[23]
- gũthondekera〈作ってあげる〉(< gũthondeka〈作る〉)[23]

これら2種類の接辞が併用された例も見られる。
例:
- Mwarĩ mw-erũ nda-ragũr-ag-ĩr-ũo.[注 27]

グロス: 娘 1-白い 1.sbj.neg-占う-asp-appl-pass
訳: 「色白の娘は占ってあげるということをされないものである」（≒ 色白の娘のために占ってあげる必要はないものである）

### 統語論

#### 語順

##### 名詞句
#文法的呼応を参照。

##### 文
以下の例文のように、文の語順は主語-述語-目的語の順（SVO型）で、名詞を修飾する形容詞などは名詞の後ろに現れる。
例:
- ngitĩ ngũrũ nĩyaarũmire mũndũ[23]

グロス: 犬 大きい 噛んだ（遠過去） 人
訳: 「大きな犬が人を噛んだ」

#### 文法的呼応
たとえば名詞句の場合、「BのA」という表現をする場合に語順は「A、の、B」となるが、修飾される名詞のクラスによって、後に続く〈…の〉という意味を表す小辞の形もクラスに対応したものに変化する。
- 例: maguta ma mbarĩki

グロス: 油 の トウゴマの種子
訳: 「ひまし油」（直訳: 「トウゴマの種子の油」）
〈…の〉の意味を有する小辞の、クラスごとの一覧は以下の通りである。
| グループ | クラス  | 小辞      |
| -------- | ------- | --------- |
| I        | 1 / 2   | waa / aa  |
| II       | 3 / 4   | waa / yaa |
| III      | 5 / 6   | rĩa / ma  |
| IV       | 7 / 8   | kĩa / cia |
| V        | 9 / 10  | yaa / cia |
| VI       | 11 / 10 | rũa / cia |
| VII      | 12 / 13 | kaa / tũa |
| VIII     | 14 / 6  | waa / ma  |
| XI       | 15 / 6  | kũa / ma  |
| X        | 16      | haa       |

また、名詞句中の形容詞や数詞の接頭辞の他、節中の動詞の接頭辞も主語の名詞のクラスと同じものとなる。こうした現象を文法的呼応という。
例:
- mũgeni nĩ mũnene[52]

グロス: 訪問者 cop 大きい
訳: 「訪問者は大きい」（クラス1）
- kanyamũ nĩ kanene[52]

グロス 虫 cop 大きい
訳: 「虫は大きい」（クラス12）
- kĩara kĩmwe gĩtiũragaga ndaa

グロス: 指 一 殺さない シラミ
訳: 「一本の指はシラミを殺さないものである。」（クラス7）
- kaara kamwe gatiũragaga ndaa

グロス: 小さな指 一 殺さない シラミ
訳: 「一本の小さな指はシラミを殺さないものである。」（クラス12）

#### 焦点
既に動詞の活用で見られたように肯定の直説法形においては nĩ- がしばしば前置されるが、これについて 湯川 (1984:160) は文法的に説明しあぐねており、「もしそれがないとこの動詞活用形のあとに何かが続く感じを与えるという報告である。興味深くかつ解明の困難な問題であるが, この試論では, その意味は考察の対象としない。」と述べるに留めている。
一方、オースティン (2009) はこの nĩ(-) を焦点標示辞と捉え、以下のような2つの例文で「中立あるいは、述語焦点」（例文1）と目的語への焦点（例文2）の用法を示している。
- 例文1: Wambui nĩ-a-ra-nyu-ir-e ma-ĩ[5]

グロス: ワンブイ （焦点）（過去）飲む 水
訳: 「ワンブイは（昨日以前に）水を飲んだ」
- 例文2: nĩ ma-ĩ Wambui a-ra-nyu-ir-e[5]

グロス: （焦点） 水 ワンブイ （過去）飲む
訳: 「（他のものではなく）水を、ワンブイは（昨日以前に）飲んだ」
ただし例文2のような構文の場合、nĩ は否定辞 -ti- の含まれる動詞とは共起しない。例文3のような言い回しは非文法的と見做され不可である。
- 例文3: *nĩ maĩ Abdul a-ti-ra-nyu-ir-e[54]

グロス: foc 6.水 アブドゥル sbj-neg-（時制）-飲む-（相）-fv
訳: 「（他のものではなく）水を、アブドゥルは（昨日以前に）飲んだのではない」
いずれにせよオースティンは、バントゥー諸語の多くでは焦点を表現する手段として語順を用い、キクユ語で見られるような焦点標示辞は見られないとしている。

## 挨拶表現
キクユ語には以下のような定型表現が存在する。
- Wĩ mwega? - お元気ですか？[55]（直訳: 「あなたは良い？」）
  - Ĩĩ, ndĩ mwega. - はい、私は元気です。[55]
- Nĩ atĩa? - 調子はどうですか？[56]（直訳: 「どうだ？」）
  - Aaca, nĩ kwega.[56] - 良好です。（直訳: 「いや、良いのだ。」）
- Njĩtagwo... - 私は…と申します。[57]（直訳: 「私は…と呼ばれているものである。」）
- Nĩndahera. - 申し訳ございません。[58]（直訳: 「私は後悔しているところです。」）
- Njohe(e)ra. - お許し下さい。（直訳: 「私を許せ。」）
- Nĩ wega. - ありがとうございます。[58]（直訳: 「良いことだ。」）
- Thengiũ. - ありがとう。（英語 thank you の借用で、近年は nĩ wega よりもこちらの方が主流となりつつある）[58]
- Thiĩ na wega. -（去っていく一人に対して）さようなら。[59]（直訳: 「良いことと共に行け。」）
- Thiĩ-i na wega. -（去っていく複数人に対して）さようなら。[59]（直訳: 同上）
- Tigwo na wega. -（その場に留まる一人に対して）さようなら。[59]（直訳: 「良いことと共に去られろ。」）
- Tigwo-i na wega. -（その場に留まる複数人に対して）さようなら。[59]（直訳: 同上）

## 文章の例
以下は Armstrong (1940:300–303) に掲載されている民話で、表記を正書法（参照: #音韻論）に基づいて綴り直したものである。ただし、前鼻音化子音の直前で長母音とされている母音は短母音に変更した（例: mociiŋgo → mũcingũ; maheende → mahĩndĩ）。
| Mĩcingũ ĩĩrĩ yuunaga hiti kũgũrũ. | 二つの肉焼く香りはハイエナの脚を折るものである。 |
| Mũthenya ũmwe hiti (y)oimagarire gũthiĩ gũcaria irio. Yaakinya njĩra ĩkĩigwa mũcingũ wa nyama. Ĩkĩnuhanuha ĩkiuga atĩrĩ: 'Kaĩ ndĩna mũnyaka-ĩ! Oona mangĩkorũo maniinĩĩte nyama-rĩ, mahĩndĩ na taatha nĩikũndaaria.' Yaarĩĩkia kuuga ũgwo ĩkĩoya magũrũ. Yaathiiathiia na mbere ĩgĩkora njĩra yaahũkanĩĩte. Ĩgĩtithia gwĩciiria njĩra ĩrĩa ĩĩkũgera. Yaarora njĩra ĩmwe (ĩ)koiga ngũthiĩ na ĩno ngoone, ngũthiĩ na ĩno ngoone. Ĩkĩhagaiga, ĩkĩrigwo nĩ njĩra ĩrĩa ĩngĩgera. Oo rĩmwe ĩkiuga atĩrĩ: ngũkinya njĩra ĩno na kũgũrũ gũũkũ, nayo ĩno na gũũkũ kũngĩ; nĩgwo nginye nyama-inĩ.' Ĩgĩtaaganũra magũrũ, ĩkĩgogota ĩroreete o na mbere, ĩkĩnuhanuhaga; na kwa ũrĩa yeendire gũkinyithia magũrũ njĩra cierĩ ĩgĩĩtaaganũra na hinya woothe oo kinya magũrũ makĩahũka, nayo ĩkĩgwa ndũgũrũgũ ĩgĩkua. Ĩkĩũrũo nĩ mwoyo oona nyama nĩ ũndũ wa ũkoroku. | ある日、一匹のハイエナが食べ物を探しに出掛けた。道すがらハイエナは肉の焼ける香りを嗅いだ。ハイエナはくんくん嗅いで「おい、ついているぞ！もし仮に肉は食いつくされてしまったとしても、骨と胃の内容物とで一晩持たせてくれるだろう」と言った。ハイエナはそう言い終えると腰を上げた。少し進むとハイエナは道が分かれているのを見つけた。ハイエナは立ち止まってどの道を通るか考えた。ハイエナは一つの道を見て、ありつけるようにこっちで行こう、ありつけるようにこっちで行こうと言う。ハイエナはためらって、どの道を通るかで迷った。不意にハイエナは「こっちの道はこの足で踏んで、こっちの道はもう一つの足で踏むぞ。そうしたら肉にありつけるだろう」と言った。ハイエナは両脚を伸ばし切り、前を見て頑張り、くんくん嗅いでいたが、両足を両方の道へつけようとしたかったのでありったけの力で、両脚が脱臼し、倒れて死ぬまで伸び切った。ハイエナは欲張りなせいで命も肉も失ったのであった。 |

## メディア
キクユ語によるラジオ放送やテレビ放送も行われている。放送局には Inooro、Kameme、Njata といったものがある。